# لجنة الثورة الوطنية
لجنة الثورة الوطنية هو حزب أويغوري تركي قومي في الفترة ما بين سنة 1932 إلى سنة 1934. ساعد الحزب في تأسيس جمهورية تركستان الشرقية الأولى، حيث كان الحزب يسعى لاستقلال تركستان الشرقية عن الصين، ومن مبادئ الحزب معاداة الصينيين والقوات الموالية لها من المسلمين الصينيين، ومكافحة الشيوعية ومكافحة المسيحية. كان الحزب بقيادة إسماعيل خان خوجا، والتحق بالحزب أمراء خوتان محمد أمين بوغرا، وإخوته عبد الله بوغرا، ونور أحمد جان بوغرا وكذلك انضم إليه ثابت داملا عبد الباقي. وفي 20 فبراير عام 1933 نتج التمرد وتم تأسيس جمهورية تركستان الشرقية الأولى، وتم اختيار ثابت داملا عبد الباقي رئيسًا للوزراء ومحمد أمين بوغرا قائدًا للجيش. والحزب يدعو لإقامة دولة إسلامية.